# Cantón de Nicoya
Nicoya es el segundo cantón de la provincia de Guanacaste en Costa Rica, es uno de los trece primeros cantones que tuvo el país. Se divide en siete distritos. Su cabecera es la ciudad de Nicoya, ubicada a 207 km por carretera de la capital del país San José, en el corazón de la península del mismo nombre.
Fue tierra de amerindios chorotegas hasta la llegada española en 1520. Es conocida por algunos como la ciudad colonial de Costa Rica.  Nicoya y todo el antiguo Partido de Nicoya se anexaron por propia voluntad a Costa Rica el 25 de julio de 1824. 
Una de las edificaciones antiguas más sobresalientes, la iglesia de San Blas de Nicoya ubicada en el parque Recaredo Briceño, data de 1544, fue restaurada en la década de 2010 y se exhibe hoy al público.

## Toponimia
El nombre Nicoya era el nombre del monarca que reinaba en Nicoya a la llegada de los españoles en 1520 y parece provenir de las palabras Nicúa y Necoclau (del náhuatl). Esta última parece significar ‘península’, pues necoc significa ‘a ambos lados’, y lau es ‘mar’.

## Historia

### Época precolombina

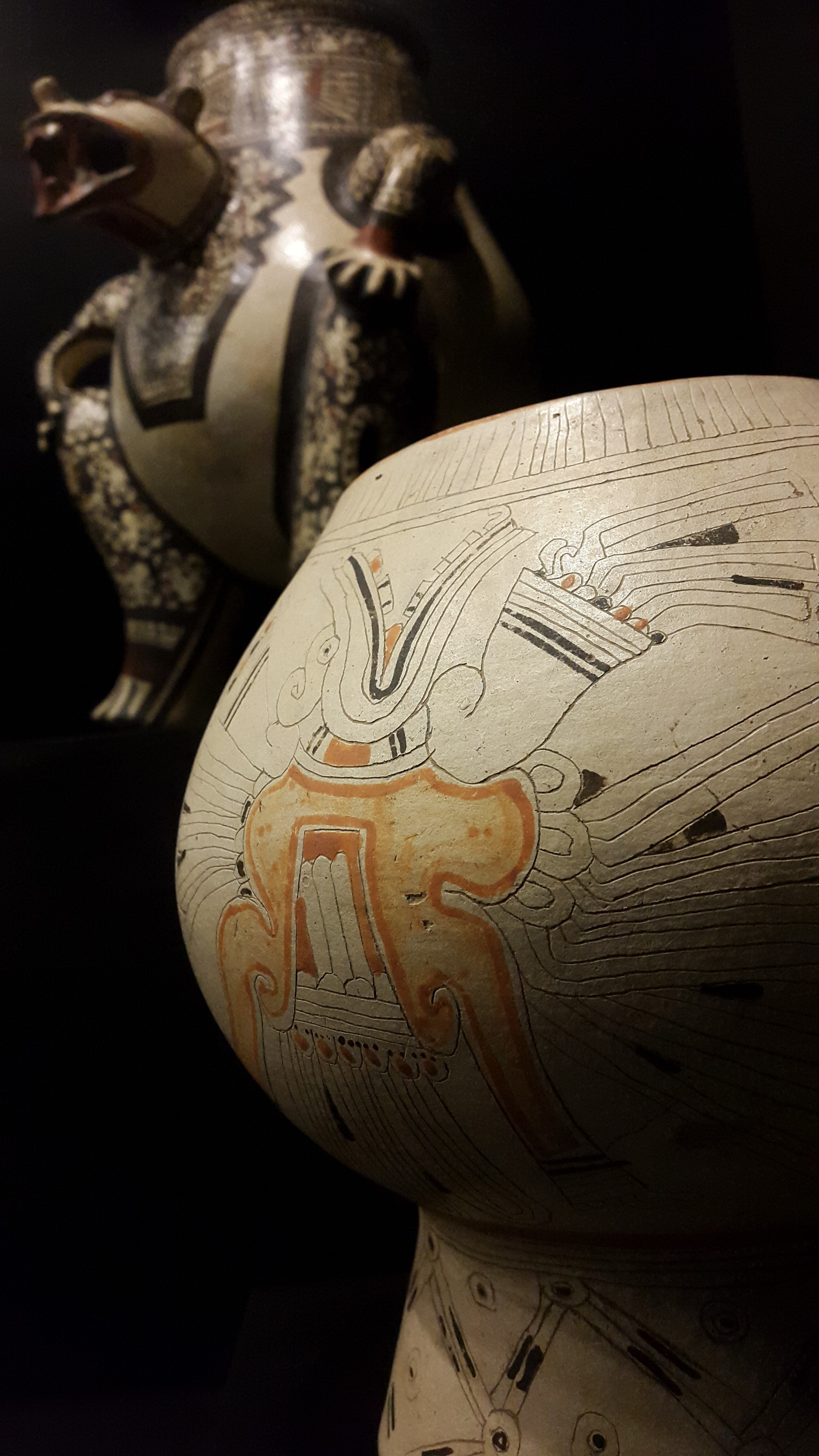
Arte chorotega: Cerámica precolombina encontrada en Nicoya.

Aunque existen leyendas referentes a otra ubicación original del pueblo del cacique Nicoya, generalmente se ha creído que estaba situada donde está la ciudad actual. La historia oral local mantiene que el llamado templo colonial fue erigido en 1522-1544 cuando se fundó la parroquia de Nicoya (Mora 1988).
El historiador costarricense Carlos Meléndez notó la ubicación irregular del templo dentro de la esquina noreste de la plaza central del urbe, cuando la norma ibérica era situar la iglesia al costado del centro de la plaza, con cara hacía los edificios reales al lado opuesto de la plaza (Markham 1977). Volviendo a la breve descripción del Nicoya protohistórico dejado por Oviedo y Valdez, sugirió que la razón de la ubicación irregular del templo colonial es que estaba construido sobre la pirámide del Nicoya indígena, el cual en 1529, según Oviedo, fue montado en la esquina noroeste de la plaza (Meléndez 1978). La hipótesis de Meléndez fue muy lógica, dado el patrón español bien conocido de superimposición directa de edificios político-religiosos sobre estructuras indígenas de índole religiosa como templos o pirámides.
Investigaciones arqueológicas llevadas a cabo dentro y afuera de la ciudad de Nicoya en los años 1990 fueron llevados a cabo para probar la hipótesis de Meléndez y comprender mejor el proceso por lo cual la comunidad indígena de Nicoya se convirtió en un pueblo criollo colonial (Lawrence 2005; 2009). Las excavaciones dentro del centro urbano de Nicoya, incluyendo el templo colonial, no dieron ninguna evidencia de una población precolombina substancial en el centro del Nicoya actual. Investigaciones en el valle circundante a la ciudad localizaron varios sitios de entre 2,5 y 5 ha con montículos bajos localizados en puntos esparcidos pero en nichos ecológicos similares alrededor del piso ondulante del valle.
Por lo menos dos de estos sitios son posibles candidatos para el Nicoya protohistóricos. Uno se encuentra en las afueras de la ciudad contemporánea pero incorporándose rápidamente en ella por el desarrollo urbano. El otro se encuentra cerca de la aldea de Sabana Grande, unos 6 km al norte de Nicoya. Este sitio parece ser más grande que los demás y tener montículos más altos y tener la mayor fama entre los huaqueros por producir la cerámica policromada de alta calidad y artefactos de oro. Además es necesario notar que el ejido (tierras comunes) de la comunidad indígena de Nicoya durante el período colonial no se encontraba en Nicoya sino en Sabana Grande.
¿Representa cualquier de estos sitios arqueológicos la Nicoya protohistórica? La respuesta a esta pregunta depende de proyecciones demográficas y de la interpretación de los recursos etnohistóricos disponibles. Por ejemplo, Marcus (1976) cotejó los datos de población de las tierras altas y bajas en sitios de Mesoamérica para los períodos Formativo Temprano y Medio. Sus datos sugieren una densidad de población relativamente uniforme de 25 a 30 personas por hectárea, cálculo que parece ser válido tanto para las aldeas de las tierras altas de Oaxaca como para San Lorenzo (80 ha) en la costa de Veracruz, México. A una densidad máxima de 30 personas por hectárea, Nicoya hubiera tenido que cubrir 200 ha para tener una población de 6000 almas. Simplemente, no existe un sitio arqueológico que se acerque a ese tamaño en la vecindad de Nicoya.
El hecho que Nicoya era el poblado más importante de la zona no es discutible, pero no existan datos etnohistóricos que especifiquen el tamaño o densidad de la cabecera del cacicazgo de Nicoya. A Andrés Cereceda, tesorero de Gil González Dávila durante su entrada a Costa Rica en 1522, se le acredita como el autor del primer censo del litoral Pacífico de este país. Es muy conveniente repetir las palabras del propio Cereceda en relación con Nicoya: 

«El cacique Nicoya está 5 leguas adelante, la tierra adentro: baptizáronse 6.603 ánimas, dio 13.442 pesos de oro, con un poco que dio el cacique Mateo».

. Como se mencionó arriba, 6603 es típicamente tomado para representar el número de habitantes de la población del cacique Nicoya, pero Cereceda nunca hizo esa afirmación, sólo apuntó el número total de almas bautizadas en el pueblo. Además, él se refiere a un segundo jefe, Mateo, de quien no se menciona más.
También debe anotarse que Gonzalo Fernández de Oviedo, quien visitó Nicoya en 1529 y registró aspectos de la configuración del centro político-religioso del poblado, nunca hizo énfasis en el tamaño grande de la población. Sería de esperar que alguna observación fuera hecha por este astuto observador sí, como se ha dicho, Nicoya hubiera tenido un núcleo de población de alta densidad. El Lic. Francisco Castañeda, quien también pasó por Nicoya en el mismo año, nos aporta la siguiente información al respecto:

«el cacique de Nicoya, que es el más principal, este tendrá, a mas tener, dos mill indios, e aún no creo que tiene tantos, tiene mucha tierra, de que se aprovecha».

El Lic. Castañeda provee tres observaciones cardinales; primero, la disminución precipitada de la población de la región, con una baja en dos tercios en el espacio de siete años. Más importante, Castañeda enfatiza la extensión territorial del poder de Nicoya, y es explícita en que los naturales pertenecían al cacique, no al poblado en sí. Si bien estas observaciones son suficiente imprecisas para interpretarse de varias maneras, lo cierto es que no hay una afirmación por ningún testigo ocular de que la población total del cacicazgo de Nicoya se asentaba en un solo poblado.
Aunque Oviedo no registró un total de población, su recuento de un festival de danza y licor asistido por él nos provee con alguna medida del tamaño del poblado. En el 9 de agosto de 1529,

«...dos horas antes que fuese de noche, a una parte de la plaza, comenzaron a cantar e andar en corro en un areito hasta ochenta o cient indios, que  debían ser de la gente común e plebea, porque a otra parte de la plaza  mesma se sentó el cacique...e sus principales e hasta otros septenta u  ochenta indios».

Así, Oviedo notó la presencia de un máximo de 180 adultos de ambos sexos incluyendo los principales y la plebe, y nos da de entender que este número representa la mayoría de los adultos que vivían en el pueblo de Nicoya en aquel año. Se utilizarán los datos de los censos del período colonial para extrapolar la población total de Nicoya en el momento de la visita de Oviedo. Los datos del censo de nicoyanos indígenas en 1756 y 1760 proporcionan una media de 5.4 individuos por núcleo familiar. El número total de familias en Nicoya puede calcularse dividiendo por dos el número de adultos observados por Oviedo, lo que resulta en un total de 80 núcleos familiares. Multiplicando este número por el número medio de miembros por familia obtenido del censo, resulta un total de 432 individuos que poblaban Nicoya en 1529. Este procedimiento asume un grado de continuidad en la estructura de los núcleos familiares entre las eras pre y postcolombinas que no puede demostrarse aquí, pero se considera esta extrapolación un uso razonable de los escasos datos disponibles. Obsérvese que el resultado obtenido está mucho más cerca de la población proyectada para los sitios arqueológicos alrededor de Nicoya, que la proyección de 6000 habitantes basado en una lectura no-crítica de Cereceda.
Claramente se necesita una concepción de la Nicoya protohistórica basada en los datos etnohistóricos en conjunto con las observaciones arqueológicas del patrón de asentamiento en las cercanías de Nicoya. El patrón protohistórico del asentamiento en esta área es uno de varios sitios ubicados en nichos ecológicos similares en la amplia cuenca en que Nicoya está asentada. Este patrón se acomoda mejor a un modelo de una población dispersa en villas políticamente afiliadas al cacique de Nicoya, en lugar de una sola comunidad masiva. Los cacicazgos regionales dirigidos por un jefe supremo, quien controlaba un gran número de pueblos tributarios y sus jefes (¿Mateo?), eran característicos de la costa Pacífica de Centroamérica desde Panamá (Linares 1977; Helms 1979) hasta Nicaragua (MacLeod 1973). También pudiera haber sido el caso en Nicoya. Los mismos datos proveídos por Cereceda subrayan el hecho de que Nicoya era líder regional importante. El número total de personas bautizadas bajo la égida de Nicoya es 5.4 veces más grande que el número bautizado bajo cualquiera de los otros 34 o más caciques registrados por Cereceda, convirtiendo a este cacique en el más poderoso jefe de litoral Pacífico de Costa Rica en tiempos de la conquista.
La evidencia a mano conduce a la hipótesis de que la Nicoya actual es el resultado de una congregación española colonial, formada por la amalgama forzada de gente de varios de los asentamientos chorotegas dispersos por el valle. En que años sucedió esto, y bajo cuales circunstancias, es desconocido. Los documentos históricos que podrían haber registrado tal evento fueron destruidos en 1768 por un incendio que consumió totalmente los archivos locales. Documentos posteriores son explícitos en cuanto a que Nicoya estaba dividida en dos «parcialidades». Meléndez (conferencia pública, 1992) interpreta que estos son vestigios de formas de organización social Mesoamericanas. Sin embargo, investigaciones de comunidades indígenas en el Valle de México y las tierras altas de Guatemala (Gibson 1964; Hill & Monaghan 1987; Hill 1989) demuestran como las parcialidades de una aldea colonial se formaban de la congregación forzada de comunidades indígenas independientes. Esto también pudo haber sido el caso con Nicoya. Desafortunadamente, los documentos no brindan información específica acerca de la estructura y función de las parcialidades de Nicoya durante el período colonial, que sirva para fortalecer esta comparación.

### La Vieja Nicoya y el Pueblo Viejo

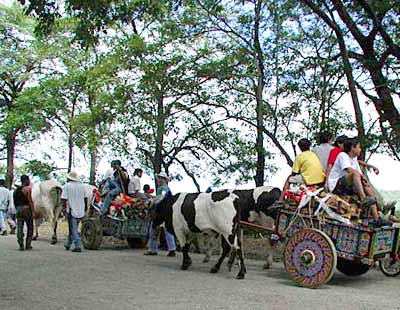
El tradicional desfile anual de la Pica e' Leña.

En 1926 un libro titulado Vidaurres fue publicado por Sn. Miguel Vidaurres. En este trabajo el autor, basándose en la tradición oral, escribió que la ubicación original de Nicoya era en un pueblo conocido hoy como Pueblo Viejo, 17 km al sureste del sitio actual de Nicoya. La leyenda de Vidaurre, desde su publicación, provocó enormes dudas de que la Nicoya histórica y la actual se ubicaron en el mismo sitio (Meléndez 1988). Sin embargo, nunca se han confirmado independientemente.
Existe un sitio arqueológico muy extenso existe en Pueblo Viejo, y que se extiende a lo largo de la orilla del Río Pueblo Viejo desde el Boquerón hasta San Joaquín. Sin embargo, el sitio parece demasiado antiguo para identificarse como la Nicoya protohistórica. Los huaqueros han reportado el hallazgo de jade en el área, y cerámica diagnóstica recuperada durante el estudio que data de los períodos Bicromo en Zonas hasta Policromo Medio, aproximadamente desde 800 a. C. hasta 1000 d. C. Este no es el inventario de artefactos que se esperaría de un sitio protohistorico y lanza considerables dudas sobre la validez de la tradición oral registrada por Vidaurre. Para aun complicar más la situación, existen todavía nativos de Pueblo Viejo quienes afirman que sus abuelos se les contaba que los Naturales de Nicoya bajaron para establecerse en Pueblo Viejo, no al contrario.

#### La Gran Nicoya (10 000 a.C. - 800 d.C.)

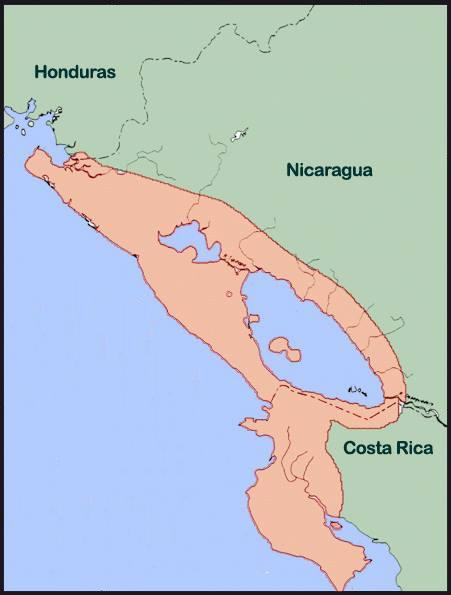
Mapa de la región arqueológica de la Gran Nicoya.

Se conoce con el nombre de La Gran Nicoya a la región arqueológica que se extiende sobre el noroeste de Costa Rica y el Pacífico de Nicaragua. El sector costarricense se conoce como Subregión Sur o Guanacaste y abarca la península de Nicoya, la cuenca del río Tempisque, el piedemonte y las tierras altas de las cordilleras de Guanacaste y Tilarán.
En Tilarán a inicio de los años ochenta se encontraron puntas de flechas conocidas como “Clovis” que datan de aproximadamente 10 mil años atrás, lo que indicaría que desde ese momento había habitantes en la Cordillera de Tilarán y en la península de Nicoya. Así mismo, de estas herramientas hay otros dos ejemplares encontrados por la zona pero de fechas más antiguas.
La limitada existencia de pruebas puede ser debido a que las personas habitantes eran nómadas, lo que significa que estuvieron por cortos períodos por la zona, o bien, debido a la sedimentación que existe en lo que hoy es Costa Rica por la alta actividad volcánica existente, lo que provocaría que otras pruebas estuvieran enterradas muy profundo en la zona.
La presencia humana en la región de Guanacaste data de 10 000 a 7000 años antes de nuestra era. Se han encontrado puntas de lanza estilo clovis en la ribera del Lago Arenal y puntas de lanza estilo folson en la costa pacífica de la provincia. Como en el resto del país, este fue un periodo en que los primeros habitantes vivieron de la caza y la recolección. Los arqueólogos, a su vez, han reportado la existencia de zonas de talleres líticos, fogones y deshechos de instrumentos de piedra.
Hacia 2000-500 antes de nuestra era, durante el Periodo Orosí, ya se construían viviendas pequeñas de forma circular y fogones. En el área de Tronadora Vieja, en el lago Arenal, hay evidencia de restos de maíz (semillas carbonizadas), así como de manos y metates usados para preparar el grano. Durante este periodo, hay un predominio del uso de tecomates (vasijas de cuello y boca muy cerrada), ollas-tecomates y vasijas cilíndricas, decorados con bordes de conchas, uña, carrizo y pintura roja.
Del Periodo Tempisque (500 antes de nuestra era, 300 de nuestra era), se han recuperado depósitos de cerámica en áreas planas, hornos para cocer objetos de arcilla, y fogonos y hornillas del mismo material para procesamiento de alimentos. El patrón funerario se distingue por el uso de cerros y partes altas para colocar los entierros. Las tumbas consisten en pozos tronco-cónicos en forma de campana, con círculos de piedra en la entrada de la fosa, o bien, por paquetes de huesos envueltos en cortezas y fibras, y con ofrendas de madera y jade, y metates trípodes con decoración en bajo relieve, cerámica bicroma, bastones de piedra decorados con remates de animales y bases de espejos de pirita o marcasita, en especial en la zona de las islas del Golfo de Nicoya.
La alfarería se caracterizó por uso de dos colores alternados (rojo y natural de archilla), en vasijas con representación humana o animal. Durante este periodo ya hay evidencia del uso de la agricultura como principal medio de subsistencia. La principal forma de organización social es tribal.
Hacia 300-800 de nuestra era, durante el Periodo Bagaces, ya hay una organización de cacicazgos complejos. Los rituales funerarios se celebran con distintos tipos de enterramientos, con presencia de uso de grandes bloques de piedra que necesitaron un gran esfuerzo colectivo para ser movidos. Los individuos se entierran de forma flexionada, cubiertos luego con piedras hasta formar promontorios. También hubo uso de urnas funerarias, donde los huesos eran cremados. Se otorgaban ofrendas de obsidiana, arcilla, jade, piedra y ornamentos de oro, incluyéndose objetos de jade mayas, seguramente obtenidos de intercambio con las sociedades de Honduras y Guatemala. Se da también el periodo de decoración policroma, y los motivos se manifiestan con influencias iconográficas de las culturas de Mesoamérica.

#### El Reino de Nicoya (800-1520 d.C.)
A principios del siglo XVI, Nicoya era la capital del reino de Nicoya y el principal centro demográfico de la cultura chorotega (800 de nuestra era), grupo prehispánico que se ocupaba toda la provincia de Guanacaste y buena parte de Nicaragua, y que aún cuenta con representación por una localidad nicoyana (San Vicente) que conserva su arte y cultura. Además se distinguía por el activo comercio y una posición geográfica privilegiada.
Esta cultura llegó a Guanacaste muchos años después de otras poblaciones, por lo que fueron estos pobladores los que tuvieron que buscar una zona para asentarse. Los mismos venían desde México, y migraron hacia el sur luego de tener complicaciones con otros grupos de la zona que habitaban. 
Al llegar a los territorios del sur de Nicaragua y Guanacaste, los chorotegas provocaron cambios en toda la cotidianidad de los otros pueblos. En algunas de las pruebas encontradas en las zonas sobre este periodo demuestra que, con la llegada de estos pueblos, cambiaron diferentes costumbres como lo fueron el entierro de las personas, como se acomodan los espacios, así mismo, existieron muchos cambios a nivel de alimentación, creación y utilización de herramientas y una tecnología diferente para los elementos decorativos, como bien lo demuestran algunas piezas de artesanías encontradas del periodo.
Aun con todos estos cambios, y, la fuerte influencia de los chorotegas en la zona , se perdieron gran parte de las tradiciones de los indígenas de Guanacaste con el pasar del tiempo, incluyendo su lengua que finalmente desaparece a principios del siglo XX, dejando solo una pequeña referencia de la misma en algunos libros y documentos que luego fueron agrupados para crear un diccionario.
En este periodo destaca la cerámica policroma, de gran calidad y acabado, que se utilizó como objeto de intercambio a escala inter y extrarregional, incorporando motivos de inspiración mesoamericana (el monstruo de la tierra, la serpiente emplumada, deidades asociadas a la tierra y el agua, por ejemplo). Resalta también la cerámica negra proveniente del Golfo de Nicoya y la introducción de la piedra azul grisácea.
En términos de subsistencia, además de la agricultura, que giró en torno al maíz y cultivos asociados (frijoles, ayotes y otros), hubo un aprovechamiento intensivo de los recursos costeros y marinos (pesca y recolección de moluscos). Los chorotegas cazaban presas como el venado, saíno, garrobo y otros.
Además del cacicazgo de Nicoya, existían otros cacicazgos menores como Chira, Cangén, Nandayora, Nicopasaya y Zapandí. No está muy claro si pertenecían a Nicoya o eran independientes.
A partir de 1980 en Nicoya se establece un territorio indígena chorotega reconocido por ley como respuesta a los procesos iniciados en 1977 (que llevaron a la creación de varias reservas indígenas en suelo costarricense), este territorio está formado por una comunidad chorotega de las muchas que permanecían ahí, ya que estos mismos habitaban toda la península de Nicoya desdé la época precolombina. En 1993 existía una división bastante pareja en la aceptación del territorio, aproximadamente la mitad de la comunidad aprobaba el estatus, mientras que la otra mitad lo resistía. En cuanto a la relación de los chorotegas dentro y fuera de la reserva, a pesar de que comparten visiones del mundo, idioma, religión y costumbres alimentarias, tienen identidades étnicas totalmente diferente dependiendo si viven dentro o fuera de la reserva, eso ha ayudado a que surjan discursos como el ser un verdadero o reconociblemente indígena, en contraste con las aldeas vecinas que no tienen esa etiqueta por el hecho de no residir dentro de la reserva no serían considerados como una persona chorotega.

### Descubrimiento y conquista de Nicoya por los españoles (1519-1558)
En el decenio de 1520, la población fue visitada por Gil González Dávila y el cronista Gonzalo Fernández de Oviedo, y fue una zona importante para la posterior conquista de Nicaragua, dada su situación geográfica. A diferencia del resto de Costa Rica, donde la conquista fue tardía y prolongada, la conquista de Nicoya fue un proceso temprano.
Los conquistadores españoles demostraron un notable interés en la región de Nicoya debido a la presencia previa de asentamientos indígenas, la densidad demográfica en esta área ya alcanzaba niveles significativos, y su cercanía al centro colonizador del norte la convertía en un punto estratégico atractivo.
Para los colonizadores, la existencia de una población considerable en Nicoya representaba una oportunidad valiosa, ya que proporcionaría una fuente sustancial de mano de obra esclavizada, esencial para cumplir con los tributos requeridos. En este contexto, Nicoya habría adquirido la categoría de corregimiento, consolidando su papel como un enclave fundamental en el sistema colonial. Este desarrollo histórico resalta la importancia económica y estratégica que Nicoya desempeñó en el proceso de colonización, al tiempo que subraya la relación entre la densidad demográfica existente y la demanda de mano de obra esclava por parte de los colonos, factores cruciales en la configuración de la región en esa época. 
Cuando el conquistador Gil González Dávila entró en Nicoya en 1523, Nicoya era el cacigazco más grande en la costa Pacífica de Costa Rica. La Península y la ciudad de hoy en día derivan sus nombres del cacique Nicoa (ó Nicoya) quien dio la bienvenida a Dávila y su tropa. El Tesorero de la entrada, Andrés de Cereceda, dio la cifra de 6,063 almas bajo la autoridad de Nicoya, más que cinco veces más grande que la segunda población más grande encontrada por los españoles sobre la costa Pacífica en la década de 1529. Según el cronista real Gonzalo Fernández de Oviedo y Valdez, quien visitó Nicoya en 1529, el plan de la comunidad incluía una plaza central con templos, una pirámide baja para sacrificios humanos y plazas especializadas para mercados y las residencias de los líderes.
Muchos de los documentos más tempranos que nos podrían decir mucho sobre el Nicoya precolombino probablemente se perdieron en un incendio del archivo de Nicoya en 1768, de «no haver qudado ninguna [documentación] en este Archivo por reducirse a zeniza con quantos papeles tenía». En el vacío documental que ha quedado, se han desarrollado un número de interpretaciones sobre Nicoya prehispánico. Principal entre ellas es la creencia que como los representantes sureños de Mesoamérica, los nicoyanos vivieron en pueblos nucleados y el conteo de Cereceda de 6063 almas representa el número de habitantes de un solo pueblo bajo el control de Nicoya.
La dominación española se implantó en Nicoya en el mismo decenio de 1520 y tuvo consecuencias nefastas para sus moradores, que se vieron sometidos a esclavitud y diezmados por la explotación y las enfermedades. Entre 1524 y 1527, los indígenas nicoyanos, de Chira y los huetares de la banda oriental del golfo de Nicoya fueron repartidos en encomienda. Las autoridades españolas trasladaron la población del lugar hoy llamado Nicoya Vieja a su actual emplazamiento. A partir de 1524, Nicoya surgió como entidad política, administrativa y jurídica supeditada a la ciudad de Villa de Bruselas, hasta el despoblamiento de dicha ciudad, y el posterior integramiento de Nicoya dentro de la provincia de Nicaragua. Pesadas cargas tributarias abrumaron a las poblaciones autóctonas, obligadas a entregar mantos de algodón, botijas de miel de abeja, cera, cántaros y jarras de loza vidriada, además de que los españoles exigían víveres y cargadores para sus expediciones. Se ha calculado que alrededor de 200 000 indígenas de Nicaragua y Nicoya fueron esclavizados y trasladados a Perú y Panamá entre 1520 y 1540, donde perecieron en su mayor parte.
Nicoya dependió de la provincia de Nicaragua hasta 1554, cuando se creó el Corregimiento de Nicoya o Alcaldía Mayor de Nicoya.

### Nicoya bajo el dominio español (1558-1821)
La situación administrativa de Nicoya durante la dominación española está dividida en cinco etapas bien definidas:
- De la conquista a 1558 fue una gobernación anexa a la provincia de Nicaragua. Los límites de esta provincia abarcaron hasta la villa de Bruselas.
- De 1558 a 1593 fue independiente (entiéndase que no pertenecía a ninguna de las otras provincias aledañas, aunque siempre bajo gobierno español) y jugó un papel muy importante en la conquista de Costa Rica.
- De 1593 a 1602 se mantuvo unida a Costa Rica. El Gobernador de Costa Rica era a su vez alcalde mayor de Nicoya. El primero en ejercer ambos cargos fue Diego de Artieda Chirino y Uclés.
- De 1602 a 1786 fue independiente, aunque a veces se le consideró territorio de Costa Rica.
- De 1786 a 1824 fue parte de Nicaragua, pero con fuertes lazos económicos con Costa Rica. Entre 1810 y 1821, sin embargo, tanto Nicoya como Nicaragua y Costa Rica formaron parte de la Diputación Provincial de Nicaragua y Costa Rica, y tanto Nicoya como Costa Rica debían votar juntas para elegir al diputado para las Cortes de Cádiz. Florencio del Castillo fue diputado tanto por Nicoya como por Costa Rica. Luego de la independencia centroamericana, Costa Rica se separó de la diputación provincial el 1 de diciembre de 1821, mientras que Nicoya la siguió integrando hasta el 25 de julio de 1824 cuando se anexa a Costa Rica.

#### Venta fraudulenta de tierras indígenas (1772)
En los albores de la colonización, los colonizadores permitían que las comunidades indígenas poseyeran tierras con el propósito de producir bienes y abastecer a las ciudades.
En el contexto específico de Nicoya, las transacciones de tierras indígenas a menudo se caracterizaban por la ilegitimidad. Un ejemplo destacado es el caso de las tierras de “Santiago”, donde las autoridades políticas realizaron compra de tierras ilegalmente. En este caso, los indígenas, aparentemente, habían presentado una solicitud a las autoridades para vender sus tierras, la cual, sin mayor problema fue aceptada por el alcalde mayor. Sin embargo, por medio de una carta enviada en 1772, los indígenas alegaron que sus tierras habían sido vendidas sin su consentimiento. Esto evidencia que la venta de las tierras de Santiago careció de legitimidad, y sugiere que otras transacciones similares de tierras indígenas en Nicoya podrían haber seguido un patrón similar.

#### El Corregimiento de Nicoya (1554-1787)
El corregimiento de Nicoya, creado en 1554 y cuyo primer alcalde mayor fue Álvara de Paz, con Pedro Ordóñez de Villaquirán y Velasco como primer corregidor, era dependiente directamente de la Real Audiencia de Guatemala.

#### El Partido de Nicoya (1787-1824)
En 1787, la ciudad de Nicoya pasó a ser cabecera del partido de Nicoya y fue agregado a la intendencia de León de Nicaragua, nombrándose un subdelegado de intendencia.
En 1824 la población se convirtió en el foco de atención política, cuando un grupo de habitantes encabezados por el Jefe Político Subalterno Manuel Briceño acordaron en cabildo abierto la anexión del partido de Nicoya a Costa Rica, de conformidad con una invitación remitida por las autoridades costarricenses. La cercana población de Santa Cruz también declaró la anexión. Por el contrario, la población de Guanacaste (hoy Liberia) decidió mantenerse unida a Nicaragua y no se incorporó a Costa Rica sino hasta 1826, con base en una disposición del Congreso federal centroamericano.

### Conformación del cantón (1824-actualidad)
El actual cantón de Nicoya es un pequeño remanente del territorio que ocupaba a lo largo de la provincia de Guanacaste. Su Municipalidad es una de las más antiguas del país, existente desde la creación del Partido de Nicoya.
El 25 de julio de 1824, la Municipalidad de Nicoya, en cabildo abierto decidió anexarse al Estado de Costa Rica, con lo que delimitó buena parte de su jurisdicción. Originalmente incluía los actuales cantones guanacastecos de Nandayure y Hojancha, así como los actuales distritos puntarenenses de Isla de Chira, Lepanto, Paquera y Cóbano, con lo que abarcaba la mayor parte de la península de Nicoya; dicha superficie equivalía a alrededor de una tercera parte del desaparecido Partido.
Cuando se empezó a consolidar la nacionalidad costarricense, se crearon las primeras normas administrativas. En ley N.º 105 de 27 de marzo de 1835, Nicoya constituyó un pueblo del Departamento de Guanacaste, uno de los tres en que se dividió, en esa oportunidad, el territorio del Estado. En la administración de don Manuel Aguilar Chacón, el 11 de diciembre de 1837, en ley N.º 38, se le otorgó el título de Villa al pueblo de Nicoya.
En 1848, mediante ley N.º 36 de 7 de diciembre, se constituyó como cantón segundo de la provincia de Guanacaste, la cual estaba conformada en esa oportunidad por cuatro grandes cantones ordenados por su población: el cantón de Guanacaste (hoy Liberia), Nicoya, Santa Cruz y Bagaces.
El 24 de julio de 1918, en el gobierno de don Federico Tinoco Granados, se decretó la ley N.º 28 que le confirió a la villa la categoría de ciudad.
El alumbrado público eléctrico se inauguró en 1952, en la administración de don Otilio Ulate Blanco.

### Apuntes históricos
En la época precolombina el territorio que actualmente corresponde al cantón de Nicoya, fue parte de una de las provincias de los indígenas denominados Chorotegas, ubicada en la Península de Nicoya, cuyos dominios llegaban hasta el Lago Nicaragua, constituida por varios pueblos o señoríos. Uno de ellos, al inicio de la Conquista fue del cacique Nicoya.
Nicoya en el transcurso de su historia como asentamiento humano, ha tenido dos ubicaciones. La primera en el lugar que en el presente se conoce como Pueblo Viejo, en el distrito Mansión, que se denominó Nicoya Vieja, el cual constituyó el mayor poblado indígena de la región antes de la llegada de los españoles. La otra, donde se localiza la actual ciudad cabecera del cantón, que se llamó Nicoya Nueva.
La región fue descubierta por don Gil González Dávila en 1523, cuando fue recibido por el cacique Nicoya con gran amabilidad, quien le entregó un rico aporte en oro, en estatuas y otros objetos. En enero de 1561 don Juan de Cavallón, procedente de Granada pasó por la zona en su expedición que llegó al Valle Central En septiembre de 1562 arribó a Nicoya don Juan Vázquez de Coronado, de donde envió por tierra el ganado vacuno y los caballos que traía desde León. En 1568 pasó por la región don Perafán de Ribera en su viaje a Cartago. En 1599 se estableció, en el Golfo de San Lucas (hoy Nicoya), el Puerto de la Despensa, probablemente el embarcadero Pochote, situado en el estero del Rey, hoy conocido como estero Letras.
Hacia el año de 1544 se erigió la iglesia de San Blas de Nicoya. 
En visita efectuada por el Obispo de Nicaraqua y Costa Rica, Monseñor don Agustín Morel de Santa Cruz, en el año de 1751, nombró en la población de Nicoya maestro de escuela, a quien entregó cartillas para que fuesen repartidas entre los niños que acudiesen a lecciones. Por resolución del gobierno del Estado de 21 de agosto de 1846 se ordenó crear una escuela de primeras letras. La escuela actual fue construida en 1957, en la primera administración de don José Figueres Ferrer, la cual tiene el nombre de Escuela Leonidas Briceño. El Liceo de Nicoya inició sus actividades docentes en 1952, en el gobierno de don Otilio Ulate Blanco.
El 25 de julio de 1824, la Municipalidad de Nicoya, pueblo del Partido del mismo nombre, en cabildo abierto decidió anexarse al Estado de Costa Rica; ayuntamiento que estuvo integrado por el Jefe Político don Manuel Briceño, quien lo presidió y por los regidores señores Toribio Viales, Ubaldo Martínez y Manuel García.
En ley No 105 de 27 de marzo de 1835, Nicoya constituyó un pueblo del Departamento de Guanacaste, uno de los tres en que se dividió, en esa oportunidad, el territorio del Estado. En la administración de don Manuel Aguilar Chacón, el 11 de diciembre de 1837, en ley No 38, se le otorgó el título de Villa al pueblo de Nicoya. En 1848, mediante ley No 36 de 7 de diciembre, se constituyó como cantón segundo de la provincia Guanacaste. El 24 de julio de 1918, en el gobierno de don Federico Tinoco Granados, se decretó la ley No 28 que le confirió a la villa la categoría de ciudad.

### Cantonato
La Constitución Política de 30 de noviembre de 1848, en el artículo 8.º, estableció por primera vez las denominaciones de provincia, cantón y distrito parroquial.
De conformidad con la anterior disposición, en ley N.º 36 de 7 de diciembre del mismo año, en el artículo 9.º, se creó Nicoya como cantón número dos de la provincia de Guanacaste, en ese entonces con sólo dos distritos parroquiales (Nicoya y Mansión), siendo por lo tanto uno de los primeros del país. En tal forma, Nicoya procede directamente de la citada provincia.

## Ubicación
Los límites del cantón son los siguientes:
- Norte: Santa Cruz y Abangares
- Sur: Hojancha y Nandayure
- Suroeste: océano Pacífico
- Oeste: Santa Cruz
- Este: golfo de Nicoya

## Geografía
Cantón de Nicoya cuenta con un área de 1337,57 km² y una altitud media de 205 m s. n. m.
La anchura máxima es de sesenta kilómetros, en dirección noreste a suroeste, desde unos cuatro kilómetros al este del poblado Puerto Humo, en la margen sur del río Tempisque hasta Punta Guiones, en el océano Pacífico.

## División administrativa
El cantón de Nicoya consta de siete distritos:
1. Nicoya
2. Mansión
3. San Antonio
4. Quebrada Honda
5. Sámara
6. Nosara
7. Belén de Nosarita

### Leyes y decretos de creación y modificaciones
- Decreto Legislativo 167 de 7 de diciembre de 1848 (menciona este cantón).
- Ley 28 de 24 de julio de 1918 (título de ciudad a la villa Nicoya).
- Ley 2826 de 9 de octubre de 1961 (creación y límites del cantón Nandayure, segregado de este cantón).
- Decreto 12 de 11 de julio de 1967 (crea el distrito Quebrada Honda).
- Ley 4887 de 2 de noviembre de 1971 (creación del cantón Hojancha, segregado de Nicoya).
- Decreto Ejecutivo 2075-G de 26 de noviembre de 1971 (creación y límites del distrito 5 Sámara).
- Decreto Ejecutivo 2192-G de 2 de febrero de 1972 (límites del cantón Hojancha, colindante con Nicoya).
- Decreto 2183-GC de 3 de febrero de 1972 (declara oficial el nombre Sámara).
- Acuerdo 40 de 26 de enero de 1988 (creación y límites del distrito 6, Nosara).
- Ley 7415 de 17 de junio de 1994 (creación y límites del distrito Belén de Nosarita)
- En 1915, Alfredo González Flores decretó polémicamente en estado emergente la provisión de servicios básicos a la parte sur de la península de Nicoya, adscribiéndose a las regiones de Lepanto, Paquera (actuales distritos de Paquera y Cóbano), y las islas del Golfo de Nicoya de la provincia de Guanacaste a la capital de la provincia de Puntarenas, esto con el fin de atender a las poblaciones peninsulares mientras se intentaba trazar rutas hasta la ciudad colonial de Nicoya, ya que en esa época la ruta más fácil para acceder a Nicoya era desde el puerto de Puntarenas.

## Demografía
Para el año 2022, Cantón de Nicoya cuenta con una población estimada de 66 268 habitantes, y para el último censo efectuado, en 2011, Cantón de Nicoya contaba con una población de 50 825 habitantes.
De acuerdo al censo nacional del 2011, la población del cantón era de 50 825 habitantes, de los cuales, el 3,3 % nació en el extranjero. El mismo censo destaca que había 15 038 viviendas ocupadas, de las cuales, el 56,3 % se encontraba en buen estado y había problemas de hacinamiento en el 5,2% de las viviendas. El 44,1% de sus habitantes vivían en áreas urbanas.
Entre otros datos, el nivel de alfabetismo del cantón es del 97,3%, con una escolaridad promedio de 8,1 años.
El mismo censo detalla que la población económicamente activa se distribuye de la siguiente manera:
- Sector Primario: 16,9%
- Sector Secundario: 14,5%
- Sector Terciario: 68,6%

El distrito de Nicoya concentra cerca del 49% de la población cantonal.

## Economía
El cantón de Nicoya posee una geografía de llanuras y valles con excelentes características para la agricultura y ganadería. Se destacan los cultivos de melón, arroz y maíz.
El turismo ha seguido el ritmo de crecimiento vertiginoso que caracteriza a la provincia, y en especial en la ciudad de Nicoya, que es un importante nudo de comunicaciones, y en las playas, entre las que se destacan Sámara y Nosara.

## Infraestructura

### Salud
Posee uno de los dos hospitales de la provincia (Hospital de la Anexión).
La revista Internacional Living publicó un reportaje donde destaca a Nicoya como uno de los cinco lugares más saludables donde vivir en todo el mundo.

### Transporte
Es un nudo de transporte que conecta a diversos centros turísticos de la costa sur de Guanacaste, como los distritos turísticos de Sámara y Nosara, gracias a las facilidades que permite el Puente La Amistad de Taiwán sobre el río Tempisque, que facilita por mucho el tránsito hacia el resto del país.